# Eiphosoma lopesi
Eiphosoma lopesi är en stekelart som beskrevs av Costa Lima 1953. Eiphosoma lopesi ingår i släktet Eiphosoma och familjen brokparasitsteklar. Inga underarter finns listade i Catalogue of Life.